# Ganggrab Kagerup
Das Ganggrab Kagerup (dänisch Kagerup Jættestue) (auch Ganggrab Gribskov, dänisch Gribskov Jættestue) ist eine megalithische Grabanlage der jungsteinzeitlichen Nordgruppe der Trichterbecherkultur im Kirchspiel Mårum in der dänischen Kommune Gribskov.

## Lage
Das Grab liegt nordöstlich von Kagerup am Westrand des Waldgebiets Gribskov. In der näheren Umgebung gibt bzw. gab es zahlreiche weitere megalithische Grabanlagen.

## Forschungsgeschichte
Mitarbeiter des Dänischen Nationalmuseums führten in den Jahren 1886 und 1942 Dokumentationen der Fundstelle durch.

## Beschreibung
Die Anlage besaß eine heute weitestgehend zerstörte Hügelschüttung, über deren Form und Größe keine Angaben vorliegen. Die nordnordost-südsüdwestlich orientierte Grabkammer ist als Ganggrab anzusprechen und hat einen ovalen Grundriss. Sie hatte eine Länge von 4,5 m. Die Breite beträgt 1,4 m im Süden, 2,5 m in der Mitte und 1,9 m im Norden. Die Kammer besteht aus 15 Wandsteinen: jeweils drei an den Schmalseiten, fünf an der östlichen und vier an der westlichen Langseite. Von den Decksteinen ist nur noch einer erhalten. Er liegt in der Mitte der Kammer und hat eine Länge von 2,2 m, eine Breite von 0,9 m und eine Dicke von 1,1 m. Annähernd an der Mitte der östlichen Langseite befindet sich der Zugang zur Kammer. Ihm ist ein ost-westlich orientierter Gang vorgelagert. Er hat eine Länge von über 3,6 m, eine Breite zwischen 0,4 m und 0,5 m und eine Höhe von 0,6 m.